# Кирштайнув
Киршта́йнув (пол. Kirsztajnów) — деревня в Польше в сельской гмине Кампинос Западно-Варшавского повета Мазовецкого воеводства.
Деревня располагается в 19 км от административного центра сельской гмины Кампинос, в 34 км от административного центра повета города Ожарув-Мазовецкий и в 47 км от административного центра воеводства города Варшава.
В 1975—1998 годах деревня входила в состав Варшавского воеводства.